# Apollonius Schotte (Seefahrer)

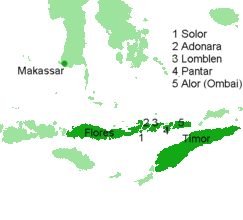
Portugiesische Einflusssphäre auf den Kleinen Sundainseln im 16. und 17. Jahrhundert

Apollonius Schotte, auch Apoll Schotte, Apolljnius Schotte oder Apollonius Scotte (* vor 1570 in Middelburg, Niederlande; † 25. oder 26. November 1613 bei Jakarta); war ein niederländischer Kapitän der Niederländischen Ostindien-Kompanie (VOC).
Schotte wurde als Sohn von Jacob Schotte und seiner ersten Frau Leuntje (Apollonia) Thoor geboren. Seine Ungestümheit in jungen Jahren soll der Grund gewesen sein, weshalb er bei der VOC anheuerte und die Niederlande in Richtung Ostasien verließ. Zum ersten Mal wird von ihm im Juli 1608 berichtet, als Mitfahrer an Bord der Patria in der Flotte von Admiral Paulus van Caerden. Er hatte am 20. April 1606 Texel verlassen und erreichte am 6. Januar 1608 die Sundastraße und fuhr dann weiter zu den Molukken auf die Insel Makian, westlich von Halmahera. Makian war reich an Gewürznelken. Van Caerden ernannte Schotte zum Kommandeur der Insel und Hauptkaufmann. Auf diesem Posten arbeitete Schotte erfolgreich bis 1612. 1609 half er Vizeadmiral Hoen die Bacaninseln zu erobern. Später kämpfte Schotte auch auf Moti erfolgreich gegen Spanier, Portugiesen und das Sultanat von Tidore. Schotte tat sich dabei so stark hervor, dass seine Gegner ein Kopfgeld von 1500 Real aussetzten. Bei den folgenden Verhandlungen mit den Spaniern zu einem zwölfjährigen Waffenstillstand trat Schotte als Unterhändler auf.
Als erster Europäer forderte Schotte die portugiesische Vormachtstellung auf den Kleinen Sundainseln heraus. 1612 schloss er auf Buton im Namen der VOC einen Vertrag mit den lokalen Herrschern. Am 17. Januar 1613 erreichte Schotte die Insel Solor, auf der sich der portugiesische Hauptstützpunkt für die Kleinen Sundainseln befand. Von hier aus kontrollierte man den Sandelholzhandel zwischen Timor und den Empfängern in China und Indien. Schottes Schiffe nahmen die Festung unter Beschuss, während ein Landungstrupp die Stadt niederbrannte. Der portugiesische Kommandant Alvarez ergab sich am 20. April und einige Tausend Portugiesen, Mestizen und Einheimische verließen Solor Richtung Larantuka. Die Niederländer besetzten die Festung und benannten sie in Fort Henricus um.
Am 7. Februar entsandte Schotte, noch während der Belagerung von Solor, eine Expedition aus dem Schiff Halbmond und einem gekaperten, portugiesischen Galiot nach Timor, die dort zwei portugiesische Schiffe aufbrachten. Am 4. Juni landete Schotte selbst an Bord der Patane in Mena auf Timor. Die Herrscher von Mena und Asson wurden dazu gebracht, ein Bündnis mit den Niederländern zu schließen und Sandelholzlieferungen zu garantieren. Danach fuhr Schotte weiter die timoresische Küste entlang und schloss dabei mehrere Verträge mit einheimischen Herrschern, die später die Grundlage aller niederländischen Ansprüche in Westtimor waren. Schließlich eroberte er auch das portugiesische Fort bei Kupang und ließ hier, genauso wie in Mena, eine kleine Besatzungsmacht zurück.
Schotte ertrank 1613 im Fluss von Jakarta beim Baden.
Direkt nach seinem Tod zogen die Niederländer sich für einige Jahre von den Kleinen Sundainseln zurück. 1615 gaben sie zunächst Solor, 1616 dann auch ihre Stützpunkte auf Timor und Flores auf. Trotzdem markiert das Eingreifen Schottes auf Timor den Beginn der politischen Zweiteilung der Insel, zunächst zwischen den Niederländern und Portugiesen, heute zwischen den Staaten Indonesien und Osttimor.